# Aruagint
Aruagint är det norska black metal-bandet Sarkes tredje studioalbum, utgivet 2013 av skivbolaget Indie Recordings.

## Låtlista
1. "Jaunt of the Obsessed" – 3:07
2. "Jodau Aura" – 4:55
3. "Ugly" – 2:08
4. "Strange Pungent Odyssey" – 3:17
5. "Walls of Ru" – 3:55
6. "Salvation" – 3:56
7. "Skeleton Sand" – 5:53
8. "Icon Usurper" – 6:38
9. "Rabid Hunger" – 4:22

## Medverkande
Musiker (Sarke-medlemmar)
- Sarke (Thomas Berglie) – basgitarr
- Nocturno Culto (Ted Skjellum) – sång
- Anders Hunstad – keyboard
- Steinar Gundersen – gitarr
- Asgeir Mickelson – trummor

Produktion
- Lars-Erik Westby – producent, ljudtekniker, ljudmix
- Sarke (Thomas Berglie) – producent
- Thomas Eberger – mastering
- Asgeir Mickelson – omslagsdesign, logo
- Maxime Taccardi – omslagskonst
- Marcel Leliënhof – foto